# Les Gardiens du sang
Les Gardiens du sang est une série de bande dessinée historico-fantastique. Elle constitue un préquelle au Triangle secret.

## Auteurs
- Scénario : Didier Convard
- Dessins : Denis Falque, Patrick Jusseaume et André Juillard
- Couleurs : Paul

## Albums
1. Le Crâne de Cagliostro (2009)
2. Deir El Medineh (2010)
3. Le Carnet de Cagliostro  (2011)
4. Ordo ab chao (2012)
5. Acta est fabula (2013)

## Résumés

### Le Crâne de Cagliostro
Paris, quelques années avant le Triangle secret. Un journaliste vient de révéler l’existence d’une milice secrète placée sous la houlette du Vatican : les Gardiens du sang. Particulièrement incriminé dans l’article, le Cardinal Motteli, consultant en génétique auprès du Pape, meurt assassiné ! Cet acte odieux, accompli en plein jour, aurait été le fait d’un jeune homme, Jean Nomane, qui s’est s’enfuit prestement.
On ne sait rien du fuyard, mais grâce son identification par des caméras de sécurité, on apprend qu’il avait disparu de la circulation ces trois dernières années. En réalité, il avait été chargé d’infiltrer ces mystérieux Gardiens du Sang, et il a découvert l’objectif de l’organisation secrète : atteindre l’immortalité. Pour ce faire, ils veulent d’abord supprimer tous les témoins gênants, et Jean Nomane fera tout pour les empêcher !

### Deir El Medineh
Le professeur Clark est un chercheur reconnu qui participe secrètement au projet Génome-1, programme financé par le Vatican, qui cherche à découvrir le secret de l'immortalité. 
Clark s'enfuit, sachant que ses réserves sur l'éthique de ce programme font de lui une cible de choix pour les Gardiens du Sang. Un autre fuyard, Jean Nomane, infiltré chez les Gardiens, est accusé d'un crime qu'il n'a pas commis.  
La quête de la vie éternelle est la source de toutes les violences. 

### Le Carnet de Cagliostro
Le carnet de Cagliostro a été volé. Pour Jean Nomane, le professeur Clark ou l'agent de la B.I.S (Brigade d'Infiltration des Sectes) Monsieur Grégoire, c'est un événement très important.
Cela signifie que les Gardiens du Sang reforment leurs rangs et poursuivent toujours leur quête de l'élixir d’immortalité. Mais n'y a-t-il pas d'autres groupes en lice dans cette course ?

### Ordo ab chao
L'organisation Mundus pouvoir arriver à son but. La police, les Gardiens du Sang sont perdus. Et tous ceux qui se sont approchés du secret de la vie éternelle disparaissent.

### Acta est fabula
Le Triumvirat a mis en déroute les Gardiens du sang, a dépassé Mundus. Leur Rectificateur semble tout savoir. C'est la guerre entre les organisations occultes.
Mais quel est le but du Triumvirat : Utiliser ses découvertes ou détruire ces recherches dangereuses ?

## Les Gardiens du sang
Les Gardiens du Sang sont une organisation secrète initialement créée par l'Église catholique romaine afin de préserver ses intérêts, mais selon les séries, le pape est plus ou moins conscient des agissements et des buts des Gardiens, et son contrôle sur eux varie de même. 
Ils sont dirigés au quotidien par un conseil formé de sept cardinaux, la Haute Logia, qui prend ses décisions à la majorité, même si certains d'entre eux prennent parfois des initiatives sans en référer à leurs pairs. Il est arrivé plusieurs fois au cours de l'histoire que des factions émergent au sein du conseil, avec des buts parfois diamétralement opposés. 
Leurs sources de financement sont le trafic d'armes, de drogue et les activités boursières. On peut penser que c'est l'IOR qui gère cette dernière ressources. De plus, les Gardiens manipulent en coulisse de nombreux dictateurs, seigneurs de guerre et criminels partout dans le monde afin de stimuler les ventes d'armes. 
Le rôle des Gardiens du sang varie selon les séries. Dans Le Triangle secret, Hertz et INRI, ils cherchent à détruire toutes les sources contredisant la version officielle des Évangiles. 
Dans Les Gardiens du sang, ils tentent, en collaboration avec une multinationale, de découvrir le secret de la jeunesse éternelle. 
Enfin, dans Lacrima Christi, l'organisation tente de retrouver et de détruire une arme biologique nommée Lacrima Christi (les larmes du Christ), qui est en fait une souche extrêmement virulente de la peste pneumonique, contre laquelle il n'existe aucun remède, et capable de détruire une ville entière en quelques jours. 
Les Gardiens du sang ont créé une milice privée, les Voltigeurs, qui protège les installations de l'organisation et assassinent ses opposants. Il n'est pas précisé si les Voltigeurs ont un lien avec la Garde suisse.

## Publication

### Éditeurs
- Glénat (collection « La Loge noire ») : tomes 1 à 5 (première édition des tomes 1 à 5).
- Les albums sont sortis en intégrale en novembre 2015, toujours chez Glénat en collection Graphica.